# Nicheng
Nicheng är en köping i Kina. Den ligger i Pudong i storstadsområdet Shanghai, i den östra delen av landet, omkring 51 kilometer sydost om den centrala stadskärnan. Antalet invånare är 62 519. Befolkningen består av 30 321 kvinnor och 32 198 män. Barn under 15 år utgör 8,0 %, vuxna 15-64 år 79 %, och äldre över 65 år 12,0 %.